# Anathix ralla
Anathix ralla är en fjärilsart som beskrevs av Augustus Radcliffe Grote och Robinson 1868. Anathix ralla ingår i släktet Anathix och familjen nattflyn. Inga underarter finns listade i Catalogue of Life.